# Eimeriidae
Eimeriidae ist eine Familie von parasitischen Einzellern. Sie enthält 14 Gattungen, von denen insbesondere Eimeria und Isospora von tiermedizinischer Bedeutung sind, und etwa 1340 Arten. Die Familie ist nach dem deutschen Zoologen Theodor Eimer benannt.
Alle Vertreter der Familie sind intrazelluläre Parasiten. Die meisten vollziehen eine Merogonie in den Darmepithelzellen ihrer Wirte. Der Lebenszyklus ist meist homoxen, das heißt er findet nur in einem Wirt statt. Die meisten Vertreter sind stark wirtsspezifisch. Die von ihnen ausgelösten Erkrankungen werden als Kokzidiosen bezeichnet.

## Gattungen
Die Gattungen werden nach der Anzahl der Sporozysten in jeder Oozyste und der Zahl der Sporozoiten in jeder Sporozyste unterschieden.
| Gattung      | Sporozysten pro Oozyste | Sporozoiten pro Sporozyste | Sporozoiten pro Oozyste |
| ------------ | ----------------------- | -------------------------- | ----------------------- |
| Eimeria      | 4                       | 2                          | 8                       |
| Isospora     | 2                       | 4                          | 8                       |
| Caryospora   | 1                       | 8                          | 8                       |
| Cyclospora   | 2                       | 2                          | 4                       |
| Hoarella     | 16                      | 2                          | 32                      |
| Octosporella | 8                       | 2                          | 16                      |
| Pythonella   | 16                      | 4                          | 64                      |
| Wenyonella   | 4                       | 4                          | 16                      |
| Tyzzeria     | 0                       | 8                          | 8                       |